# Tocantinópolis
Tocantinópolis är en kommun i Brasilien.   Den ligger i delstaten Tocantins, i den centrala delen av landet, 1 100 km norr om huvudstaden Brasília. Antalet invånare är 22 608.
Omgivningarna runt Tocantinópolis är huvudsakligen savann. Runt Tocantinópolis är det ganska glesbefolkat, med 24 invånare per kvadratkilometer.